# Vinko Vošicki
Vinko Vošicki (Češka, 1885. – Koprivnica, 1957.), hrvatski knjižar, tiskar i nakladnik.
U češkoj je izučio knjižarstvo, a u Koprivnicu je doselio u dobi od 24 godine. Kao nakladnik djelovao je u Koprivnici, u kojoj od 1911. u svom vlasnišvu ima tiskaru.
Od 1923. počeo objavljivati djela znamenitih hrvatskih književnika (Miroslav Krleža, August Cesarec). U svojoj nakladi je objavio više od stotinu knjiga. 1920-ih godina objavljivao je književni časopis "Književna republika" (urednik Miroslav Krleža). 
U Koprivnici se po njemu zove jedna ulica, a Udruga podravskih studenata je pokrenula 1996. nakladničku kuću s njegovim imenom. Na poticaj Mladena Pavkovića na Zrinskom trgu gdje se svojedobno nalazila i knjižara "Vošicki", UBIUDR Podravka podigla je i spomen-ploču ovom tiskaru i nakladniku.